# 2 + 2 = 5

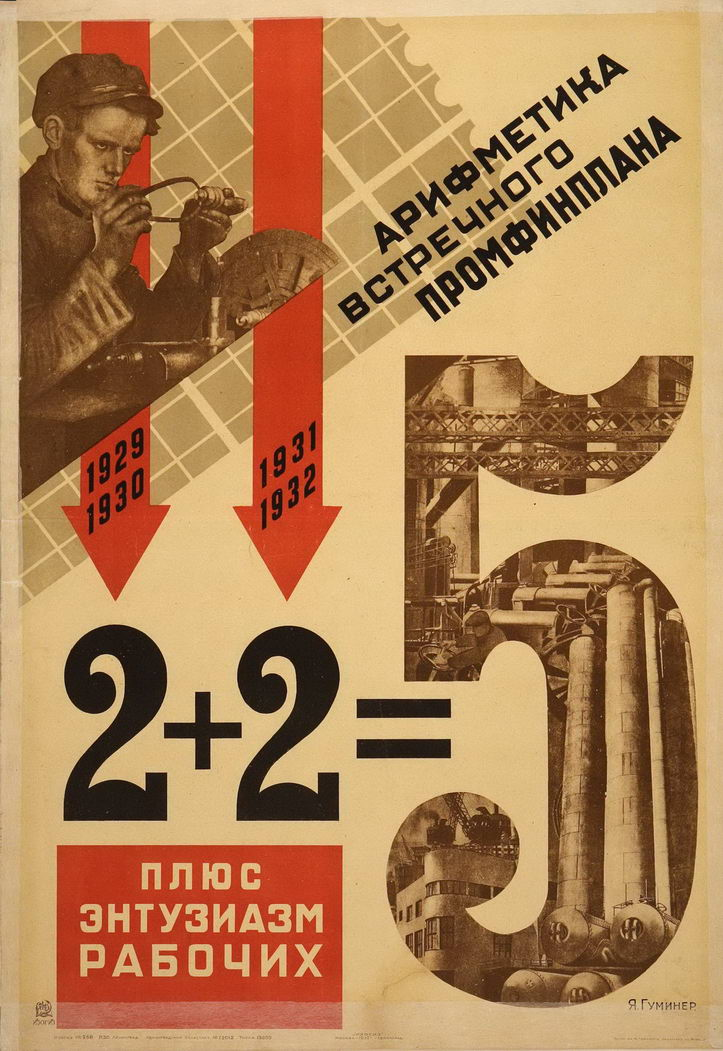
Poster sovietico sul Piano Quinquennale del 1931 che afferma "2 + 2 più l'entusiasmo degli operai = 5"

2 + 2 = 5 è una locuzione utilizzata prevalentemente in ambito letterario che può essere simbolicamente citata per indicare una qualsiasi teoria volta a negare qualcosa di altrimenti evidente e inconfutabile.

## Esempi
Nella Cyclopaedia di Ephraim Chambers (1728), alla voce "Absurd" (Assurdo), troviamo il testo «This, a proposition would be absurd, that should affirm, that two and two make five», che, nella traduzione italiana dell'epoca diventa «Questa proposizione, che afferma che due e due facciano cinque, sarebbe assurda» o anche: «Sarebbe assurdo affermare che due più due fa cinque, o negare che due più due fa quattro».
Nella letteratura russa, numerosi sono gli esempi in cui viene citato questo concetto: da Fëdor Dostoevskij a Lev Tolstoj, passando per Ivan Sergeevič Turgenev ed Evgenij Ivanovič Zamjatin. Quest'ultimo, con il suo romanzo Noi (pubblicato in inglese nel 1924), influenzò George Orwell nella scrittura del romanzo distopico 1984 (1949), nel quale si legge che «Libertà è la libertà di dire che 2+2=4. Concessa questa libertà ne conseguono tutte le altre» affermando la sostanziale equivalenza fra il pensiero totalitario e l'imposizione di equazioni sbagliate, scrivendo in 1984: «se il partito dicesse che due più due fa cinque, e prima o poi lo farà, dovremmo crederlo. D’altronde, come sappiamo che due più due fa quattro?». Il nazista Hermann Göring dichiarò che: «se il Führer vuole, due più due fa cinque». Dostoevskij afferma che l'uomo, per essere libero, dovrebbe proclamare che "2+2=5" in modo da svincolarsi dalle leggi fisiche e matematiche;  in tal modo la scelta di 2+2=5 viene posto alla base del pensiero irrazionale.
George Gordon Byron, nel 1813, in una lettera alla futura moglie Annabella, riporta: «io so che due più due fa quattro, e mi piacerebbe anche sapere perché, ma devo ammettere che se riuscissi invece a far venire due più due uguale a cinque sarei molto più soddisfatto». Diversamente, Emmanuel Joseph Sieyès, nel pamphlet Che cos'è il terzo stato? (1789), che divenne il manifesto della Rivoluzione Francese, riporta che «se la Costituzione stabilisce che duecentomila persone su ventisei milioni di cittadini possono eleggere due terzi del parlamento, allora due più due fa cinque». Victor Hugo, commentando il risultato del referendum del 1851 a favore del colpo di stato di Napoleone III, in Napoleone il Piccolo (1852), afferma che: «non si va lontano se sette milioni e mezzo di votanti dichiarano che due più due fa cinque, la linea retta è la più lunga e il tutto è minore delle parti».